# Nuno Melo (Schauspieler)
Nuno Jorge Lopes de Melo Cardoso (* 8. Februar 1960 in Castelo Branco; † 9. Juni 2015 in Lissabon) war ein portugiesischer Schauspieler.

## Leben
Seit seiner Schulzeit spielte er Theater, neben seiner Betätigung als Leistungsschwimmer. Berufsbedingt zog die Familie häufig um, und er besucht die weiterführende Schule in Setúbal. Er schrieb sich am Nationalkonservatorium (Conservatório Nacional, heute Escola Superior de Teatro e Cinema) ein und wurde noch in seinem ersten Jahr im Ensemble des Teatro Animação de Setúbal (TAS) aufgenommen. 1982 stand er erstmals als professioneller Schauspieler auf der Bühne, in Doces do Diabo (dt.: Des Teufels Süßigkeiten) von Jorge de Sena, inszeniert von Alexandre de Sousa am Teatro de Bolso in Setúbal. Er brach danach sein Studium ab und wurde Berufsschauspieler. Einige Jahre spielte er kontinuierlich am TAS, bis Carlos César, der Direktor des TAS, Joseph Kesselrings Arsénico e Rendas Velhas (dt.: Arsen und Spitzenhäubchen) 1984 am Teatro ABC in Lissabon inszenierte, und Melo eine Rolle gab. Im gleichen Jahr erlangte Melo erstmals landesweite Bekanntheit durch seine Rolle des Caniço in der Telenovela Chuva na Areia (dt.: Regen auf dem Sand). Seine erste Filmrolle spielte er 1988 in Mensagem (Regie Luís Vidal Lopes), jedoch fielen seine Szenen dem Schnitt zum Opfer. Erstmals sah das Kinopublikum ihn 1991 in Manoel de Oliveiras „Die göttliche Komödie“ (A Divína Comédia).
Im Jahr 1990 erhöhte sich die Bekanntheit Melos durch verschiedene Fernsehauftritte beträchtlich, vor allem mit komischen Rollen in Sendungen Herman Josés. In der Folge spielte er in zahlreichen Sitcoms. Parallel dazu spielte er weiter regelmäßig Theater, häufig in ernsten Rollen. Auch das portugiesische Kino gab ihm immer wieder sehr verschieden angelegte Auftritte. Von der Kritik besonders hervorgehoben wurden seine Rollen als krankhaft-liebender Vater in Solveig Nordlunds A Filha (dt.: Die Tochter, 2003), als einer der vier verzweifelten Fischer in Tarde Demais 2000 (dt.: Zu spät; Regie José Nascimento), und seine teils komischen Auftritte in den schwer zu kategorisierenden Filmen Edgar Pêras. Dieser gab Melo 2011 auch die Hauptrolle in O Barão (dt.: Der Baron), wofür er mit dem Globo de Ouro 2012 als bester Hauptdarsteller ausgezeichnet wurde.
Insbesondere durch seine Fernsehauftritte wurde Melo recht bekannt in Portugal. In der Folge erregte er immer wieder auch die Aufmerksamkeit der Klatschpresse, etwa als er sich im Februar 2013 von seiner langjährigen Freundin und Frau trennte, der Produzentin Isabel Nogueira, die ihm Drogenabhängigkeit und Gewalttätigkeiten vorwarf. Nach einer ersten Trennung 2006 hatten sie 2010 geheiratet. Melo starb im Juni 2015 in Lissabon an Leberkrebs.

## Filmografie (Auswahl)
- 2014: Virados do Avesso (R: Edgar Pêra)
- 2012–2013: Doce Tentação (Telenovela)
- 2012: A Teia de Gelo (R: Nicolau Breyner)
- 2011: O Barão (R: Edgar Pêra)
- 2010: Batepá (R: Orlando Fortunato de Oliveira)
- 2009–2010: Morangos com Açúcar (Fernsehserie)
- 2008: Equador (Fernsehserie)
- 2007: Lobos (R: José Nascimento)
- 2007: Nadine (R: Erik de Bruyn)
- 2007: Tebas (R: Rodrigo Areias)
- 2005: O Crime do Padre Amaro (R: Carlos Coelho da Silva)
- 2004: Senhora do Destino (brasilianische Telenovela)
- 2003: A Filha (R: Solveig Nordlund)
- 2001: A Janela (Maryalva Mix) (R: Edgar Pêra)
- 2000: Tarde Demais (R: José Nascimento)
- 2000: 451 Forte (R: João Mário Grilo)
- 2000: Mustang (Fernsehfilm, R: Leonel Vieira)
- 1998: Tráfico (R: João Botelho)
- 1998: O Despertador (Kurzfilm, R: Júlio Alves)
- 1995–2000: Os Malucos do Riso (Fernseh-Comedy-Serie)
- 1994: Fado majeur et mineur (R: Raúl Ruiz)
- 1994: Pax (R: Eduardo Guedes)
- 1994: Le cascadeur (franz. Fernsehserie)
- 1992: Tag der Verzweiflung (O Dia do Desespero, R: Manoel de Oliveira)
- 1991: Die göttliche Komödie (A Divína Comédia, R: Manoel de Oliveira)
- 1990: Alentejo Sem Lei (Fernsehmehrteiler, R: João Canijo)
- 1988: Mensagem (R: Luis Vidal Lopes)
- 1988: Duarte & C.a (Fernsehserie)
- 1985: Chuva na Areia (Telenovela)
- 1982: Vila Faia (Telenovela)